# Hornea mauritiana
Hornea mauritiana är en kinesträdsväxtart som beskrevs av John Gilbert Baker. Hornea mauritiana ingår i släktet Hornea och familjen kinesträdsväxter. Inga underarter finns listade i Catalogue of Life.